# 维涅 (约讷省)
维涅（法語：Vignes，法語發音：[viɲ]）是法国勃艮第-弗朗什-孔泰大区约讷省的一个旧市镇，属于阿瓦隆区。2019年，维涅与邻近的4个市镇合并为新市镇吉永泰尔普莱讷。

## 地理
维涅（47°31'25"N, 4°7'4"E）面积11.77 平方千米，位于法国勃艮第-弗朗什-孔泰大區约讷省，该省份为法国中北部内陆省份，西接卢瓦雷省，西北接塞纳-马恩省，南至涅夫勒省，东临科多尔省，东北与奥布省接壤。
与维涅接壤的市镇（或旧市镇、城区）包括：桑蒂尼、科尔桑、埃普瓦斯、图特里、吉永、皮西。
维涅的时区为UTC+01:00、UTC+02:00（夏令时）。

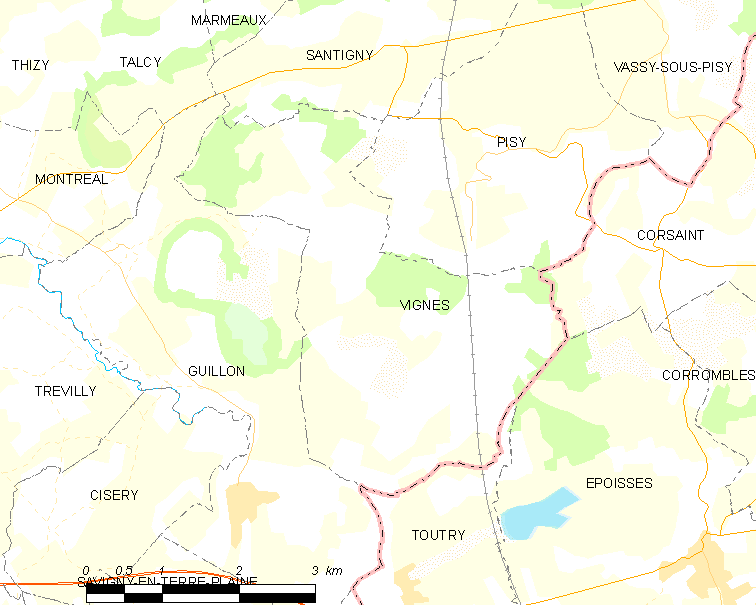
维涅的OSM定位图

## 行政
维涅的邮政编码为89420，INSEE市镇编码为89448。

## 政治
维涅所属的省级选区为沙布利县。

## 人口

1962-2008年间维涅人口变化图示

维涅于2018年1月1日时的人口数量为80人。